# Zodiac Mindwarp and the Love Reaction
I Zodiac Mindwarp and the Love Reaction sono un gruppo heavy metal britannico formato nel 1985.
Nella formazione militarono musicisti dai nomi improbabili come Cobalt Stargazer, Slam Thunderhide, Evil Bastard, Flash Bastard, e Trash D Garbage.
Uno dei brani di maggior rilevanza nella carriera del gruppo fu Feed My Frankenstein, nato dalla collaborazione tra il leader Zodiac Mindwarp e Alice Cooper. La versione di Cooper venne inserita nel disco Hey Stoopid del 1991, mentre i Love Reaction la registrarono per il loro album Hoodlum Thunder quello stesso anno. La versione di Alice Cooper venne anche accreditata nella colonna sonora del film Fusi di Testa (titolo originale Wayne's World) del 1992.

## Storia
Zodiac Mindwarp (vero nome Mark Manning), in precedenza conducente degli autobus, poi autore di fumetti ed editore del giornale britannico Flexipop, venne contattato dall'etichetta discografica Phonogram Records, che gli propose di assumere le sembianze della caricatura di una rock star per dare inizio ad un nuovo progetto musicale. Il gruppo prese il nome di Zodiac Mindwarp & the Love Reaction e nacque nel 1985. La formazione originale si consolidò con Mindwarp, il batterista Boom Boom Kaboomsky, il bassista Kid Chaos (Stephen Harris) e il chitarrista Jimmy Cauty. Tuttavia Cauty e Kaboomski vennero rispettivamente sostituiti da Cobalt Stargazer e Slam Thunderhide. Debuttarono con il mini-album, High Priest Of Love, pubblicato nel 1986 per la Food Records, ma presto passarono sotto la Mercury Records, sottoetichetta della Phonogram. La formazione perse però prematuramente il bassista Kid Chaos, che raggiunse per un breve periodo i connazionali The Cult, nel quale odottò il nuovo pseudonimo di "Haggis", ed in seguito i californiani The Four Horsemen. Egli venne sostituito da Thrash D Garbage. Nel frattempo venne ad aggiungersi anche il secondo chitarrista Jan Cyrka (ex Max & the Broadway Metal Choir) sotto lo pseudonimo di "Flash Bastard".
Il loro debutto con la major avvenne con il primo full-length, Tattooed Beat Messiah, la quale incisione subì dei ritardi, a causa della ricerca del produttore, dopo che fallirono alcuni candidati come Steve Brown e Peter Collins. A precedere la realizzazione dell'album furono diversi singoli ed EP tra il 1986 e l'87, tra cui "Wild Child", il già citato "High Priest of Love", "Prime Mover", e "Back Seat Education". Il disco venne prodotto dal loro manager Dave Balfe e Bill Drummond, e venne remixato dall'ingegnere del suono dei Def Leppard Nigel Green. Questo vide la luce nel primo 1988 ed entrò nella Top 20 album chart raggiungendo un moderato successo negli USA. Molti giudicarono il primo singolo estratto, "Prime Mover", come un plagio della hit dei Judas Priest "Living After Midnight" (contenuto in British Steel del 1980). I Mindwarp partirono presto per un tour statunitense nel 1988, tra cui alcune date di supporto ai Guns N' Roses (nel tour dell'album Appetite for Destruction). Nonostante questo inizio di popolarità, i Love Reaction subirono alcuni conflitti interni che provocarono l'accantonamento del progetto nello stesso 1988. Mindwarp collaborò con il gruppo alternative rock femminile Voice of the Beehive, con cui contribuì alla composizione del brano "There's a Barbarian in the Back of My Car", contenuto nel loro disco Let It Bee del '88.
L'album dei Mindwarp Tattooed Beat Messiah venne apprezzato da Alice Cooper, che espresse degli elogi verso il gruppo in alcune interviste. Questo portò lo stesso Cooper a contattare Mindwarp per una collaborazione. Il risultato di questa unione fu la composizione del brano "Feed My Frankenstein", che figurò nell'album di Alice Cooper Hey Stoopid, nel 1991.
Mindwarp, dopo aver assistito alla dipartita di Flash Bastard (chitarra) e Thrash D Garbage (basso), decise di portare avanti il progetto con in superstiti Stargazer, Slam Thunderhide e la nuova bassista Suzy X. Dal 1992, dopo essere stati abbandonati dalla Phonogram, ed essere stati rifiutati di diverse altre etichette, riuscirono a firmare un accordo con la piccola label indipendente Musidisc per la pubblicazione del secondo album che prese il titolo di Hoodlum Thunder. Il disco includeva anche una versione rivisitata del brano "Feed My Frankenstein", in origine utilizzato da Alice Cooper. Quell'anno, la versione di Alice Cooper di "Feed My Frankenstein" venne anche accreditata nella colonna sonora del film Fusi di Testa (titolo originale Wayne's World). Durante lo stesso '92, Mindwarp fu protagonista di un'altra collaborazione esterna, quando cantò il brano "Fire Engine Red" del gruppo elettronico The Grid, contenuto nell'album 4,5,6.
Nel 1993 Robbie Vom rimpiazzò Thunderhide alla batteria, in occasione della pubblicazione del terzo album in studio, My Life Story, diffuso sempre per la Musidisc. Comunque il disco non venne distribuito su scala internazionale, impedendo al gruppo di raggiungere una certa popolarità. Dal 1994, il nome "the Love Reaction" venne accantonato per evitare conflitti legali con Suzy X, che era stata licenziata a favore del nuovo entrato Tex Diablo, con cui incisero il quarto album in studio, One More Knife. Gli ultimi tour prima dello scioglimento risalgono al 1995, quando parteciparono ad una serie di date europee al fianco di Metal Church, Vicious Rumors e Killers. Dati gli scarsi riscontri ottenuti nella loro carriera, Mindwarp decise di prendere un periodo di pausa, iniziando a dedicarsi ai romanzi con la collaborazione del produttore/cantante Bill Drummond.
Mindwarp tornò in scena durante il 2001, non con un nuovo disco ma con un nuovo libro, la sua autobiografia dal titolo di Fucked By Rock - The Unspeakable Confessions Of Zodiac Mindwarp. Questo includeva in allegato anche un cd promozionale contenente il nuovo brano "Fucked By Rock", estratto dal futuro nuovo album. I Zodiac Mindwarp & the Love Reaction fecero il loro ritorno nel 2002 con il nuovo bassista Kev Reverb e il nuovo album I Am Rock. La prima data per la promozione del disco fu ad un concerti a Londra come co-headliner assieme a Paul DiAnno.
Nel 2004 venne annullato un concerto dei Zodiac Mindwarp per il 24 luglio al Camden Underworld, quando Manning venne portato in ospedale a causa della rottura di una vena del cervello. Fortunatamente l'operazione venne conclusa con successo. L'anno successivo seguì la pubblicazione del quinto album in studio Rock Savage, che vide l'entrata del nuovo bassista Jack Shitt.

## Formazione

### Formazione attuale
- Zodiac Mindwarp (Mark Manning) - voce
- Cobalt Stargazer - chitarra
- Jack Shitt - basso
- Bruno "The Cat" Agra - batteria

### Ex componenti
- Kid Chaos (Stephen Harris) - basso
- Boom Boom Kaboomsky - batteria
- Slam Thunderhide - batteria
- Gimpo - batteria
- Suzy X - basso
- Kev Reverb - basso
- Flash Bastard (Jan Cyrka) - chitarra
- Trash D. Garbage - batteria
- Robbie Vomm - batteria

## Discografia

### Album in studio
- 1988 - Tattooed Beat Messiah
- 1991 - Hoodlum Thunder
- 1994 - One More Knife	(come Zodiac Mindwarp)
- 2002 - I Am Rock
- 2005 - Rock Savage
- 2010 - We Are Volsung

### EP
- 1986 - Wild Child
- 1986 - High Priest of Love
- 1993 - My Life Story

### Live
- 1993 - Live at Reading
- 2004 - Weapons of Mass Destruction

### Raccolte
- 1997 - The Best of Zodiac Mindwarp and the Love Reaction